# Amphisbaena slevini
Amphisbaena slevini este o specie de reptile din genul Amphisbaena, familia Amphisbaenidae, ordinul Squamata, descrisă de Schmidt 1936. Conform Catalogue of Life specia Amphisbaena slevini nu are subspecii cunoscute.